# 라디오헤드
라디오헤드(Radiohead)는 1991년 잉글랜드 옥스퍼드셔주 애빙던에서 결성된 록 밴드이다. 밴드는 톰 요크 (리드 보컬, 기타, 피아노)와 콜린 그린우드(베이스), 조니 그린우드(리드 기타, 키보드, 그 외 악기), 필 셀웨이 (드럼, 퍼커션), 에드 오브라이언 (리듬 기타, 코러스, 백업 보컬)으로 구성되어 있다.
라디오헤드는 1992년 첫 번째 싱글 〈Creep〉을 발매했다. 이 곡은 초기에 큰 인기를 얻지 못했으나 그들의 데뷔 음반 《Pablo Honey》가 발매된 후 몇 달이 지나서 전세계적으로 유명해지기 시작했고, 1995년 그들의 두 번째 정규 음반 《The Bends》도 영국에서 인기를 얻었다. 《The Bends》는 짜임새 있는 기타 구성과 보컬 톰 요크의 팔세토 창법으로 비평가와 팬들의 좋은 평가를 받았다. 1997년에 발매된 라디오헤드의 세 번째 정규 음반 《OK Computer》는 그들을 세계적인 스타로 만들었다. 《OK Computer》는 현대인의 소외감을 주제로 광대한 사운드를 사용하여 1990년대 명반 중 하나로 손꼽히게 되었다. 네 번째 정규 음반 《Kid A》(2000)와 다섯 번째 정규 음반 《Amnesiac》(2001)은 비록 대중의 평가가 나뉘었지만 실험적인 일렉트로니카, 크라우트록, 포스트 펑크, 재즈의 영향을 받아 그들의 음악적 역량이 발전했음을 보여주었다. Kid A는 비록 양극단적인 평가를 받았지만 시간이 흐른 뒤 2000년대의 가장 중요한 음반으로 가끔씩 손 꼽히고 있다. 여섯 번째 음반 《Hail to the Thief》(2003)는 기타를 중심으로 한 록과 믹스된 피아노, 일렉트로닉을 구사했고 전쟁과 신문의 헤드라인에서 영감을 받아 작사를 했다. 이 음반은 대형 음반사 EMI와의 마지막 음반이 됐다. 2007년 라디오헤드는 음반사와의 계약 없이 독자적으로 일곱 번째 음반 《In Rainbows》(2007)을 그들의 홈페이지에 디지털 음반으로 소비자들이 자신이 원하는 가격에 다운받을 수 있도록 발매하였고, 이후 정식 발매된 후 차트에서도 성공을 거뒀다. 2011년 여덟 번째 음반 《The King Of Limbs》(2011) 이 디지털음원으로 먼저 발매되었다. 라디오헤드는 이 음반에 뉴스페이퍼 버전이라는 새로운 형식의 음반을 도입했다. 이 음반은 리듬과 고요함이 강조되었고 독립적으로 발매하였다
라디오헤드는 세계적으로 3000만장 이상의 음반을 판매했다.
라디오헤드는 90년대와 2000년대에서 특별한 평가를 받았으며 라디오헤드의 음악은 많은 청취자들과 비평가들의 리스트에 오른다.
2005년 라디오헤드는 잡지사 롤링 스톤의 "역사상 가장 위대한 음악가들" 리스트에 73위로 랭크되었다. 동시에 조니그린우드와 에드오브라언은 롤링스톤의 위대한 기타 연주자로 올라와있으며 또한 톰요크는 가장 위대한 싱어로 올라와있다. 2009년에 롤링 스톤 독자를 대상으로 2000년대 가장 중요한 예술가로 두 번째 순위로 올라와 있다. 그들의 최근 음반들이 더 넓은 음악 분야의 청중들을 대상으로 하고 있지만 초기 음반 《The Bends》와 《OK Computer》는 여전히 브리티쉬 락에 영향력있는 음반으로 남아있다.

## 역사

### 결성과 초기 시절(85–91)

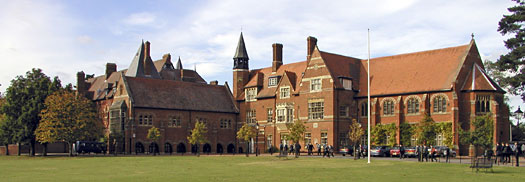
밴드가 처음시작된 애빙던 학교

라디오헤드의 결성 멤버들은 옥스퍼드셔주 애빙던에 있는 공립 남학교 애빙던 스쿨에서 만났다. 톰 요크와 콜린 그린우드는 동급생이었고 에드 오브리언과 필 셀웨이는 그들보다 한 학년 선배였고, 조니 그린우드는 두 학년 후배였다. 1985년 그들은 "On a Friday"란 이름으로 밴드를 만들었다. 이러한 이름이 쓰이게 된 계기는 그들이 주로 학교 음악실에서 모이는 날이 금요일이었기 때문이다. 그들은 늦은 1986년에 옥스퍼드셔 주 제리코 타번이라는 펍에서 처음으로 연주회를 열었다. 그때까지만 해도 원래 조니 그린우드는 하모니카와 키보드 연주자였다. 하지만 곧 리드 기타리스트가 되었다.
비록 톰 요크, 오브리언, 셀웨이, 콜린 그린우드가 대학을 다니기 위해 1987년에 애빙던을 떠났지만, 밴드는 종종 주말과 휴일에 연습하는 것을 계속하였다.
1991년 조니를 제외한 다른 멤버들이 모두 대학 학위를 마쳤을 때 On a Friday가 재결성됐다. 그들은 Manic Hedgehog같은 데모들을 녹음하기 시작했고 옥스퍼드를 돌며 라이브 공연들을 가졌다. 1980년대에 옥스퍼드셔주와 템스 밸리에서는 한창 인디 붐이 일고 있었고 그 중심에는 라이드(Ride)나 슬로다이브(Slowdive) 같은 슈게이징 밴드들이 있었다. On a Friday는 전혀 그 유행에 적합하지 않았다. 그들이 유행을 따라가지 못한 이유는 그들이 대학에서 막 돌아왔을 때였기 때문이라고 한다.

그럼에도 불구하고, 그들의 라이브 공연 횟수가 증가함에 따라 음반사들의 관심도 증가하기 시작했다. Slowdive의 프로듀서이자 옥스퍼드 컨트리야드 스튜디오의 공동 소유자인 크리스 허포드는 제리코 타번에서 있었던 On a Friday의 초기 콘서트에 있었다. 그들에게 깊은 감명을 받은 그는 그의 동료인 브라이스 엣지와 On a Friday의 데모 테이프를 프로듀스하고 매니저로 참여하게 되었다. 그들은 지금도 라디오헤드의 매니저이다. 콜린 그린우드가 일하던 한 레코드 샵에서 EMI의 인재 발굴자인 케이스 워젠크로프트와의 우연한 만남이 있은 후, 그들은 그들의 여섯 번째 공식 음반까지 함께 할 그 음반사와 계약을 맺었다. 음반사의 요구에 따라 그들은 그들의 밴드명을 토킹 헤즈(Talking Heads)의 음반 True Stories에서 영감을 받아 라디오헤드로 고치게 되었다.

### Pablo Honey,The Bends그리고 초기의 성공(1992–95)
1992년 라디오헤드의 첫 번째 EP 음반 Drill이 컨트리 스튜디오에서 녹음된 후 발매되었다. 이 음반의 성적은 아주 저조했고 그 때문에 그들은 미국 인디 밴드 픽시즈(Pixies)와 다이노사우르 주니어(Dinosaur Jr.)와 함께 작업했던 폴 콜더리와 션 슬레이드를 1992년 옥스퍼드에서 매우 급하게 녹음될 그들의 첫 번째 스튜디오 음반을 제작하기 위해 고용했다. 1992년 후반 싱글 음반 Creep이 발매된 후 그들은 비록 모든 음반사들이 호의적이진 않았지만-NME는 그들을 "락밴드라기엔 겁쟁이 같다."라고 묘사했다. 그리고 영국의 라디오에서도 방송되지 않았는데 그 이유는 그들이 "너무 우울하기 때문에"라고 한다.
1993년, 라디오헤드는 그들의 데뷔 음반 Pablo Honey를 발매했다. 이 음반은 차트에서 22위를 넘지도 못하고 싱글 음반들 Stop Whispering과 Anyone Can Play Guitar 그리고 단독 발매된 Pop is Dead가 모두 그리 흥행을 거두지 못했음에도 가벼운 너바나라는 별명을 얻게 될만큼 그런지의 성향을 띠었다. 하지만 <Pablo Honey>는 그때까지만 해도 어떤 비평이나 상업적 효과를 얻지 못하고 있었다. 또한, 지금은 유명한 조니 그린우드의 파격적인 기타 액션과 톰 요크의 매력적인 팔세토 창법이 소문을 탔지만, 그들은 오직 영국의 대학과 클럽에서만 공연을 할 수 있었다.
그런데, 1993년 초 몇달 동안 다른 나라에서도 활동을 시작한 이후, 이스라엘 차트에서 히트를 거두면서 "Creep"이 이스라엘에서 인기를 얻기 시작했다. 녹음사 EMI의 이스라엘 지부장이 이 곡을 이스라엘의 유명한 DJ 오프 커트너에게 소개하면서 이 곡을 끊임없이 이스라엘 라디오에 방송됐다. 라디오헤드는 그들의 첫 번째 영국 외에서의 콘서트를 치르기 위해 이스라엘의 텔아비브로 초대되었다.
거의 같은 시간에 캘리포니아 샌프란시스코의 라디오 센터 KITS는 Creep을 재생 리스트에 올렸는데, 얼마가지 않아 미국 서쪽 연안의 방송국들은 모두 이 방침을 따랐다. 라디오헤드가 1993년 북미 투어를 시작하면서부터 Creep의 뮤직비디오는 미국의 방송국 MTV에서 자주 방영됐다. Creep은 미국의 모던 록 차트에서 2위를 기록하고 그 다음해에 영국에서 재발매된 이후 싱글 음반 차트에서 7위를 기록했다.
미국 음반사의 새로운 흥보방식과 4번의 국가 왕복에 150번의 공연으로 예상치못한 싱글의 주목을 받았다 라디오헤드는 2년간 갑작스런 성공으로 파블로 허니음반투어 압박에 망가져있었다 라디오헤드는 2년동안 같은노래를 반복연주하는데 시간왜곡을 느꼈고 투어일정을 조절하는데 어려움을 겪었다고 한다. 그리고 그들이 새로운 곡을 쓰는데 열망감을 주었다.

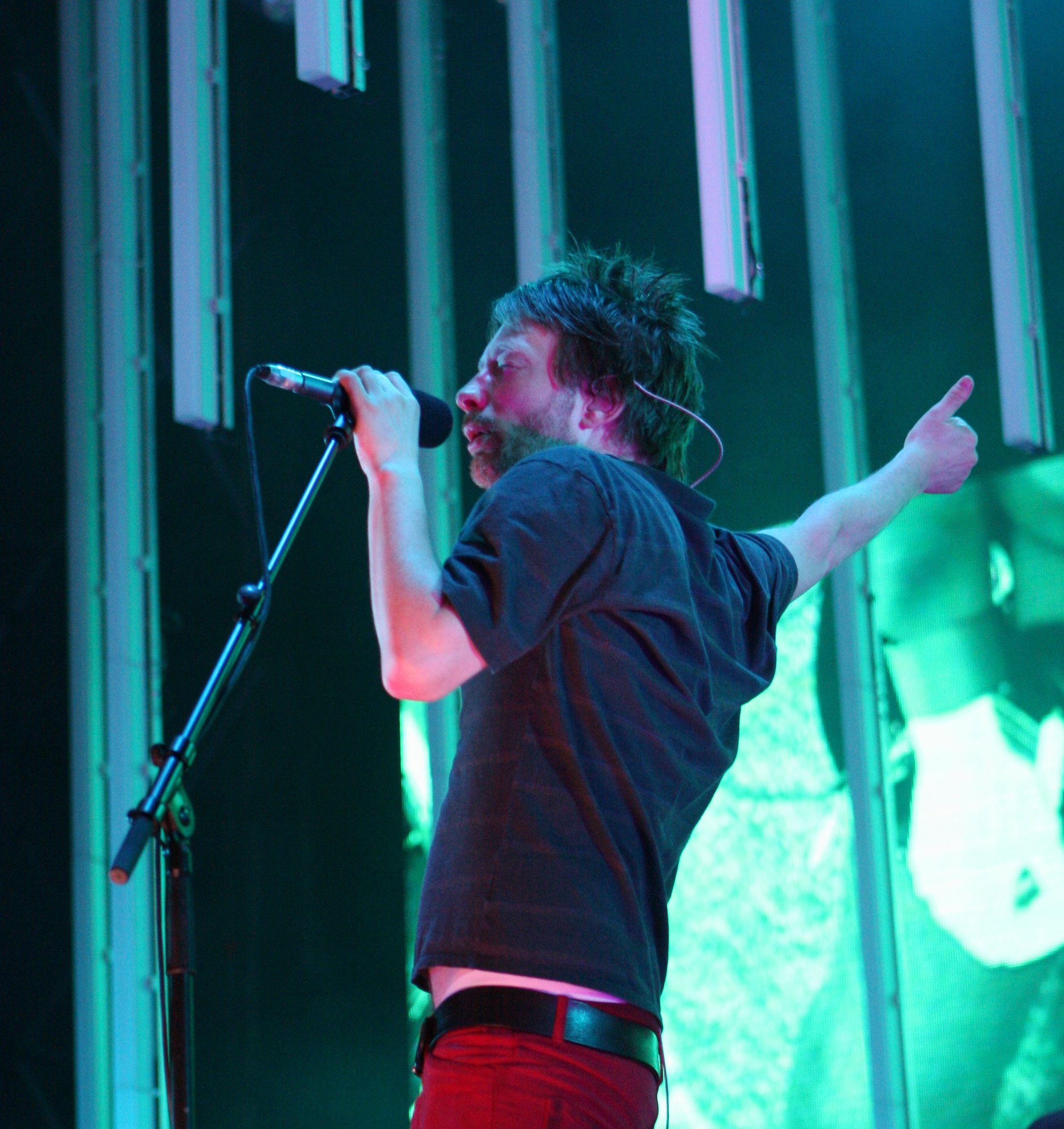
2008년 바로셀로나에 데이드림축제의 톰요크.

1994년 라디오헤드는 노련한 애비로드스튜디오 프로듀서인 존레키를 고용해 두 번째 음반작업을 시작했다.그들은 크립의 성공을 이을려는 심한 부담감을 받고있었다. 스튜디오의 녹음과정은 불편했으며 과한 연습에 매달리고있었다. 그들은 다른장소에서 작업하길 원했으며 오스트랄시아와 맥시코로 극동부로 투어를 하면서 압박감을 줄일려고했다. 그리고 새음악에 공연 반응으로 그들은 좀더 확신을 가지게 되었다.
 한편 그들의 명성으로 부담감을 가지게 되는데 톰은 요란하고 선정적인 MTV스타일에 환멸을 느꼈으며 세상을 파는 것에 기여한 기분을 느꼈다고한다.
1994년 My Iron Lung이 EP와 싱글로 나오게 되었다. 두 번째 음반을 보다 깊이있는 휼륭한 작업을 목표로 중간 결과물이였다. 얼터너티브 라디오 프로그램에 흥보되어 예상밖에 높은 판매량을 보였으며 라디오헤드는 처음으로 열성팬을 기반으로 한 히트였다는걸 눈치챘다. 좀더 새 노래를 공연중에 공개하고 한해가 끝나갈 무렵 음반녹음을 마치고 1995년 3월 The Bends를 발매했다. 음반은 좀더 밀도있는 리프와 3명의 기타리스트의 몽롱한 분위기를 만들어냈으며 데뷔 시절보다 키보드 사용이 휼륭했다. 또한 평단에선 휼륭해진 연주와 작곡에 더 반응이 좋았다.
비록 당시 언론에 집중되었던 브릿팝 흐름에 주목받지 않았지만. 결국 그들은 2집 밴즈로 모국에서 성공하게 된다. 또 싱글 Fake Plastic Trees" , "High and Dry", "Just", "Street Spirit (Fade Out)"으로 영국 싱글 순위에서 진입하여 성공한다. 라디오헤드의 영향을 주었으며 당시 세계에서 가장 큰 밴드중 하나였던 R.E.M.의 지원으로 다시 1995년 북미와 유럽으로 공연을 간다. 라디오헤드의 팬인 R.E.M의 마이클 스타이프는 인기를 만들어냈고 특색있는 뮤직비디오 "Just" 와 "Street Spirit"는 그들이 영국밖에 인기를 유지시켜줬다.
그러나 라디오헤드의 팬층은 여전히 부족했고 끊임없이 크립의 전 세계적인 인기와 비교되어왔다. "High and Dry"는 적당한 히트를 만들어 냈지만 The Bends의 미국의 순위는 88등으로 하위에 머물러있어야했다. 그러나 라디오헤드는 음반의 전체적인 평판에 만족스러워 했다.

### OK Computer, 명성과 비평적찬사 (1996–98)
1995년 후반기에 라디오헤드는 다음 세 번째 음반에 수록될 예정인 "Lucky"라는 곡을 녹음했었다. 이곡이 수록된 소년병 자선 음반 The Help Album에서 나이젤 고드리치와 잠시만남을 가졌는데 그는 The Bends의 보조 오디오 엔지니어 이면서 라디오헤드의 B-side, "Talk Show Host" 프로듀서를 했었다. 라디오헤드는 그가 다음 음반의 프로듀서를 하길 원했었고 1996년 초부터 새로운 음반 준비에 들어갔다. 7월에 접어 들어 옥스퍼드 디드코드(Didcot) 근방 시골의 개조된 오두막집(converted apple shed)에 캔디드 어플라즈(Canned Applause) 리허설 스튜디오에서 4곡을 녹음했다.
1996년 8월 라디오헤드는 녹음을 끝내기전에 새로운 곡들의 반응을 살펴보기위해. 앨러니스 모리세트의 공연의 오프닝 공연역할을 맡았다. 그리고 그들은 일반적인 음악 스튜디오에서 벗어나 15세기의 오래된 저택인 St. Catherine's Court에서 재녹음을 했다. 하루종일 연주할만큼 녹음과정은 편안해졌고 각곡을 다른방에 녹음하였다. 그들은 새로운 영감을 얻기위해 비틀즈, DJ 섀도, 엔니오 모리코네 그리고 마일스 데이비스를 들었다. 1996년 끝부터 1997년 3월까지는 남은 믹스와 마스터드(mastered)를 완성시켰다.
1997년 6월 라디오헤드의 새로운 세 번째 음반을 선보였을 때 풍부한 멜로딕한 록 그리고 엠비언트 음악, 전위 예술(avant garde), 전자 음악의 영향을 받은 구조와 통합을 찾을수있었다. 즉시 롤링 스톤지는 전율이 흐르는 아트 록 음반('stunning art-rock tour de force')이라 평했다. 라디오헤드는 이 음반이 프로그레시브 록장르로 구분되는걸 부정했었지만 많은 평론가들은 90년대 중반의 라디오헤드를 조니 그린우드의 몇몇 기타파트를 보며 70년대의 핑크 플로이드와 비교를 하였다. 다른 평가로는 핑크플로이드의 최대 판매음반 The Dark Side of the Moon과 유사한 주제를 가졌다는 평가를 내렸다. 비록 톰요크는 1990년대 세계의 속도를 묘사한 가사라고 설명했으며 "반응이 있었다는게 놀라웠어요. 우리들중 아무도 진짜 이게 좋은 것인지 나쁜것인지 알 수 없었죠 충격적인 사실은 사람들은 모든걸 가졌다는거에요, 사람들의 모든 질감과 소리들 분위기들이 우리들이 만들려고 노력했던것이죠"라는 말을 남겼다.
오케이 컴퓨터는 세계적인 성공과 흥보와 함께 영국에서 1위로 데뷔를 하였다. 비록 미국에선 21위로 머물렸지만. 음반의 성공으로 그래미부분에서 올해의 음반에선 후보로만 끝쳤고 최고의 얼터너티브 밴드를 수상하였다."Paranoid Android", "Karma Police" "No Surprises"은 음반에서 싱글로 판매되었는데 그중 "Karma Police"가 가장 국제적인 성공을 보여줬다.
오케이 컴퓨터 이후 "Against Demons" 투어가 있었으며 노서프라이즈 뮤직비디오의 그랜트 기(Grant Gee)감독이 동행해 1999년 Meeting People Is Easy 다큐멘터리를 공개했다. 이 작품은 언론의 관심과 음반산업의 압박 그리고 1997 중반 첫투어에서 1998중반까지 1년에 가까운 피로의 과정등 밴드의 심정을 묘사했다. 또한 절대로 나오지 않는 곡들과 당시에 나오지 않는 "How to Disappear Completely", "Life in a Glasshouse", "I Will" "Nude"같은 초기의 곡들도 들을수있다. 영화는 1999년 메릴랜드 영화축제같은 영화축제부터 공개되었으며 몇몇 도시에서 한정되어 공개되었으며 그당시에 뮤직비디오 모음집(7 Television Commercials)과 오케이컴퓨터 싱글중 비사이드로 두장의 EP Airbag/How Am I Driving? No Surprises/Running from Demons를 공개했다.

### Kid A,Amnesiac또다시 음악의 변화(1999–2001)

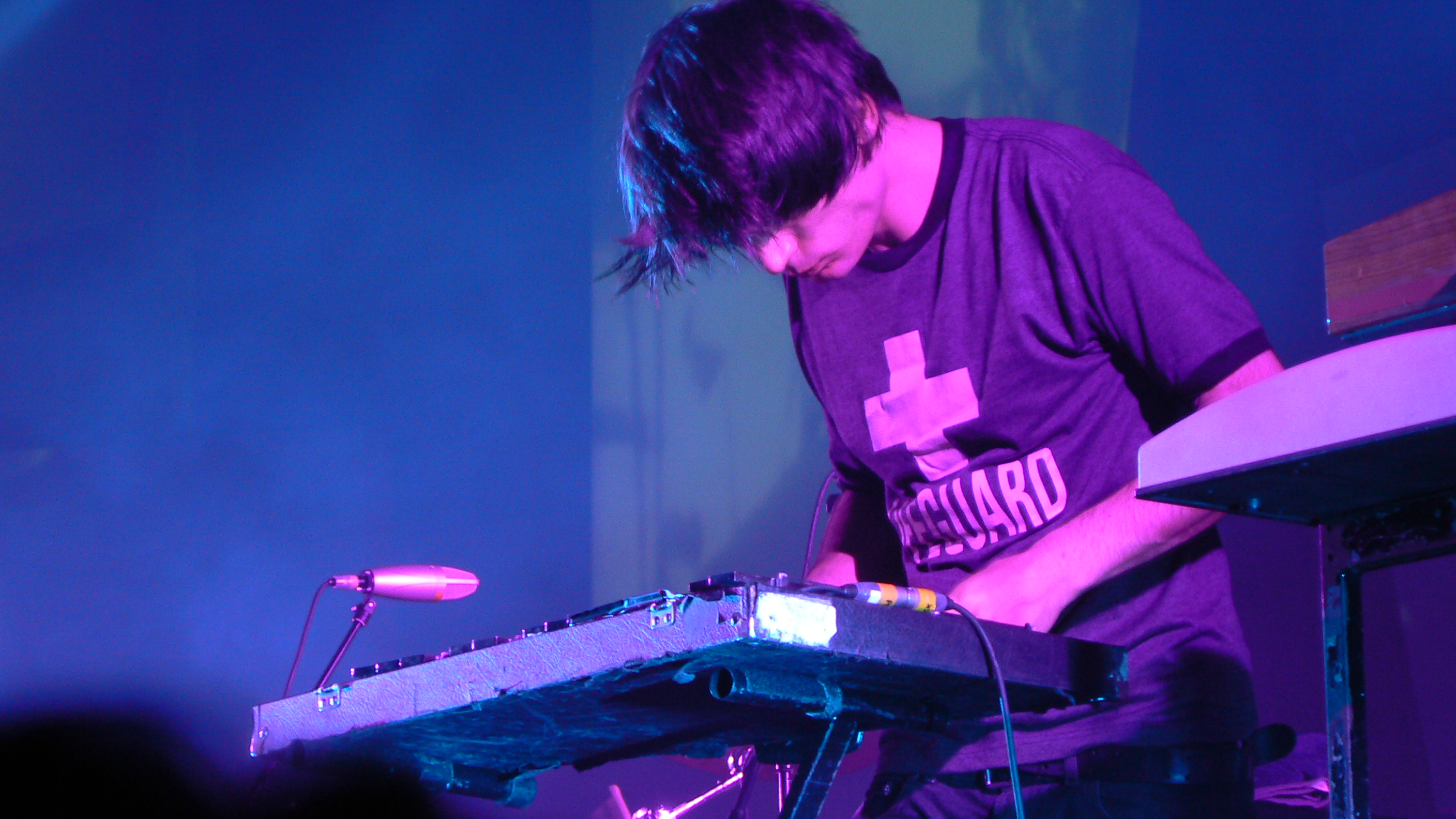
조니 그린우드는 라이브 콘서트와 음반에서 글로켄스필 같은 다양한 악기를 사용한다.

라디오헤드는 1998년 파리의 국립 국제 엠네스티 공연을 제외하고 1997–1998년 동안 큰 투어를 하지 않았다. 톰요크는 그당시에 밴드는 해체직전까지 상황이 변하였고 우울증이 심해지고 있었다고 고백을 하였다. 1999년 초반 라디오헤드는 새 음반 작업에 착수하였다. 음반 레이블로의 데드라인과 압박도 없어졌지만 그기간 스트레스는 더욱 고조되었다. 각자의 밴드 멤버들은 라디오헤드의 미래에 대해 다른견해를 가지고있었다. 톰요크는 Writer's Block(작가들이 글을 쓸 내용이나 아이디어가 떠오르지 않아서 애를 먹는 상황)을 경험했었고 더욱 추상화되고 파편화된 노랫말을 쓰는 경향으로 변하였다. 라디오헤드는 프로듀서 나이젤 고드리치(Nigel Godrich)와 함께 파리에 코펜하겐과 글로스터에 음악 스튜디오와 새로완성된 옥스퍼드 스튜디오에 틀혀박혀있었다고한다. 그 결과 밴드는 새로운 악기들로 각자 역할을 분담하여 라디오헤드의 새로운 음악의 방향을 만장일치시켰다고 한다. 그리고 1년 반(18개월)정도를 소모하여 2000년 4월에 녹음세션을 완료했다고한다.
2000년 10월 녹음된 두 음반 중 하나인 라디오헤드의 4번째 음반 Kid A가 발표되었다. 스타일상 음반은 오케이 컴퓨터의 속편으로 볼수도있지만 키드에이는 미니멀리즘과 특색있는(textured) 스타일로 옹드 마르트노와 프로그래밍된 전자비트, 현악합주(String orchestra), 재즈호른 등 다른악기들을 사용하였다. 이음반은 미국을 포함한 많은 나라에서 1위로 데뷔를 하였다. 라디오헤드는 처음으로 빌보드 1위를 달성하였고 영국가수로는 1996년 스파이스 걸스가 이후론 처음이였다. 이성공은 다양한 마케팅과 발매 몇개월전 파일을 공유하는 프로그램인 넵스터로 인한 유출, 오케이컴퓨터를 기반으로 한 예상된 진보였다. 비록 라디오헤드는 키드에이에서 싱글을 판매하지 않았지만 "Optimistic" "Idioteque"을 선전용 라디오곡으로 공개하였으며 30초짜리 흥보영상(blips)과 곡 일부만을 뮤직비디오로 만들어 뮤직채널과 인터넷에 무료로 공개했다. 라디오헤드는 반세계화 운동 서적인 나오미 클라인(Naomi Klein)작의 No Logo를 녹음기간동안 읽었다고 한다. 그리고 2000년 여름투어 이후 라디오헤드는 광고가 없는 코스튬 텐트를 지었다.
2001년 초기 키드에이는 그래미에서 올해의 음반에선 후보로만 그치고 올해의 얼터너티브음반 부분에서 수상하였다. 적절한 언더그라운드 형태의 음악으로서 독립 음악계 집단쪽과 함께 양자모두 극찬을 받았다. 비록 일부 영국매체에선 상업적인 자살과 의도적 난해함이란 딱지를 붙여 예전 초기스타일을 갈망하는 평도 있었다. 라디오헤드 팬은 둘로 나눠졌고 한쪽에선 소름끼치고 괴상한 음반으로 평가되는 반면 한쪽에선 라디오헤드의 최고작으로 평가되었다. 보컬 톰요크는 음반이 상업적인 목표를 피한것을 부정하였다. "전 정말 깜짝 놀랬어요 키드에이가 정말로 나쁜시각으로 평가되고있다는 것을요 우리는 어렵게 만들려고 하지 않았어요 우리는 진심으로 교감하고싶었던걸요 하지만 당시 많은사람들이 열받았고 우린 급진적인걸 만들려하지 않았어요 ""
2001년 6월 키드에이 시절 녹음된 곡이 포함된 엠네시악이 발매되었다. 엠네시악은 재즈와 전자음악의 융합과 좀더 자제된 기타로 키드에이와 유사한 음반이였다. 음반은 비평적 상업적 둘다 세계적인 성공을 가졌다. 음반은 영국에서 1위를 차지 했으며 미국에선 2위를 차지했으며 그래미상과 머큐리상으로 후보로 올라왔다. 엠네시악 발매이후 라디오헤드는 미국 유럽 일본으로 세계투어를 시작한다. 그동안 "Pyramid Song" "Knives Out"싱글은 1998년 이후로 처음으로 싱글음반을 발매하였으며 적당한 성적을 보여졌다. "I Might Be Wrong"또한 세 번째 싱글로 나올 계획이였지만 좀더 나아가 2001년 11월 I Might Be Wrong: Live Recordings 라이브 음반을 공개한다. 음반은 키드에이와 엠네시악음반에서 7곡으로 그이전에 정규음반으로 나오지 않은 아쿠아스틱 곡 트루 러브 웨이츠(True Love Waits) 또한 포함되어 있었다.

### Hail to the Thief그리고 EMI와 결별 (2002–04)
2002년 7월에서 8월사이 라디오헤드는 새로쓴 몇곡을 들고 포르투갈과 스페인으로 공연을 갔다. 그 후 로스엔젤레스에서 나이젤고드리치 프로듀서와 2주동안 음반녹음을 시작하였다. 남은 몇몇곡은 옥스퍼드에서 녹음을 추가했다고한다. 녹음은 그 다음해로 일년더 연장되었고 계속 녹음분위기는 키드에이과 엠네시악 녹음 시절과 상반되게 편안한 분위기에서 끝났다고한다. 2003년 6월 라디오헤드의 6번째 음반 헤일투더 씨프가 공개되었다. 라디오헤드의 지난경력의 다양한 음악들이 구석구석 섞여있는 기타록 기반에서 전자음악의 영향과 주제가 있는 톰요크의 가사 합쳐있는 음반이다. 헤일투더씨프는 영국에선 1위 미국에선 빌보드 3위로 상업적으로 성공적이였고 결국엔 영국에선 플레티엄 미국에선 골드로 음반판매가 성공적이였다. 싱글 음반 "There There", "Go to Sleep" "2 + 2 = 5"은 라디오에서 호의적인 반응을 이끌어냈으며 그래미에선 다시 최고의 얼터너티브 록음반으로 후보에 올라왔으며 음반 프로듀서 고드리치와 엔지니어 드렐(Darrell)은 최고의 엔지니어드 음반으로 수상하였다.
헤일투더씨프의 제목은 2000년 미국대선에서 따온게 아니라고 톰은 부정하였다. BBC 라디오4에서 19세기의 미국의 정치에 관한 토론을 듣고 따온것이라 한다. 톰의 가사는 2000년에서 2002년 사이의 전쟁뉴스에서 영향을 받았다고한다. 그러나 톰은 전쟁을 반대하거나 정치적인 음반을 만든적은 없다고 하였다. 헤일투더씨프 발매이후 라디오헤드는 2003년 5월부터 세계공연을 시작하였다. 글래스톤 베리 축제에서 ( Glastonbury Festival)의 헤드라이닝(headlining )을 맡았으며 투어가 끝날 2004년 5월에서는 코첼라 축제( Coachella Festival)에서 공연맡았다. 투어중간에는 당시 비사이드에 있는 곡을 모아 COM LAG EP를 발매했다. 그리고 투어 도중에 옥스퍼드 스튜디오에서 작곡과 연습을 하고있었으나 결국 작업을 그만두고 자유로운 활동을 위해 레이블과 작별을 한 뒤 2004년의 남은 시간을 가족과 휴식시간을 보내거나 솔로 프로젝트를 시작하였다.

### In Rainbows, 독립적인 활동 과 "지불하고 싶을만큼만 내시오". (2005–08)

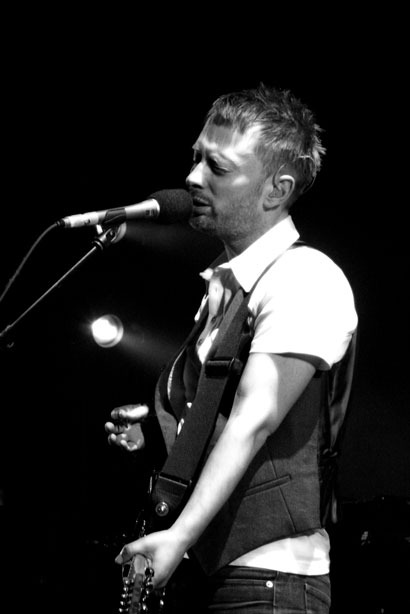
2006년 라디오헤드 공연에 톰 요크

2005년 2월 라디오헤드는 7집의 작업을 시작하였다. 2005년 9월에는 전쟁의 아이들을 기부하기 위한 Help: A Day in the Life 음반에 피아노중심의 곡 "I Want None of This"을 녹음하였다. 음반은 온라인으로 판매되었고 그중 라디오헤드의 곡 "I Want None of This"은 비록 싱글로 나오지 않았지만 가장 많은 다운로드를 하였다. 이미 라디오헤드는 프로듀서 마크 스탠드(Mark Stent)와 새음반의 녹음을 시작하였고 2006년 후반 유럽과 북미 투어중 새로운 13곡을 선보였다 그리고 프로듀서 나이젤고드리치와 함께 영국의 옥스퍼드와 서머셋(Somerset)의 시골에서 작업을 착수하였다. 녹음은 한달간 걸러 2007년 6월에 끝냈다.
2007년 10월 밴드의 홈페이지에 7번째 음반 인레인보우즈를 발매하였다. 디지털 다운로드 방식으로 고객 스스로 음반의 가치를 판단해 전혀 지불하지 않거나 지불하고싶을만큼 지불하여 받을수있는 방식이였다.(pay what you want) 홈페이지는 간단하게 "당신이 하기에 달렸다"(it's up to you) 말만 남겼다. 발매 10일전에 갑자기 음반을 공개한 이상한 전략은 음악산업을 넘어 주목받았다. 하루만에 1.2밀리언이 음반을 다운로드받았다. 그러나 밴드 경영측에선 공식적인 숫자를 발표하지 않았다. 왜냐하면 인터넷 분배 전략은 나중에 소매 판매를 부추기위기 위한 목적이 있기 때문이였다. 2011년 콜베어리포트에 출연한 에드오브라이언은 스스로배포 방식이 음반은 덜팔았지만 돈은 더많이 벌었다는 말을 남겼다. 콜린 그린우드는 인터넷배포는 라디오와 티비의 방송용 편곡과 뻔한 선곡을 피하기 위한 전략, 전 세계에 있는팬들을 위한 동시의 만족, 물리적인 배포이전에 유출을 방지하기 위함 이였다고 설명하였다. '디스크박스'는 당시 녹음되었던 남은곡을 두 번째시디에 담았으며, 비닐과 CD, 하드커버 아트북또한 2007년후반에 판매되었다.
2007년 12월 영국에서 XL 레코딩을 통해, 미국은 2008년 1월 TBD 레코드로 각자 물리적인 음반 배포가 이뤄졌다. 판매순위는 영국 미국 둘다 1위를 기록했다. 몇개월간 합법적인 다운로드를 거친후 미국의 음반판매는 키드에이 이후로 다시 1위를 보여줬다. 그동안 영국에선 5번째로 판매순위 1위 음반을 기록했다. 그리고 인레인보우즈는 1년만에 3밀리언 이상의 판매를 기록했다. 인레인보우즈는 라디오헤드의 최고작 중에서도 좀더 대중적인 음악이면서 좀더 좀더 개인적인 가사로 압도적으로 평단의 호의적인 평을 받았다. 라디오헤드는 머큐리상 후보에 경력상 최다 지목되었지만 이번에도 수상을 하지 못하였다. 그러나 2009년 그래미 상 최고의 얼터너티브 음악을 수상하였다. 그리고 프로덕션팀도 베스트 박스드 혹은 스페이설 리미티드 워크로 같이 수상하였다. 그외 세 번째로 그래미 올해의 밴드 그리고 고드리치의 프로덕션과 같이 하우스 오브더 카드 뮤직비디오 등 3개부분 에선 후보로 그쳤다.
라디오헤드는 인레인보우즈 음반에 있는 몇몇 곡들을 싱글음반으로 선보였다; 그중 2008년 1윌 "Jigsaw Falling into Place"가 첫 번째로 나왔다. 두 번째 싱글 "Nude"는 1995년 하이앤드라이 와 크립이 미국에서 40위로 히트한 이후로 빌보드핫100에서 37위를 기록하였다. 인레인보우즈 음반의 싱글과 비디오는 계속 나왔으며 7월에는 하우스오브더카드 디지털 비디오가 오픈소스로 유저들에게 공개되었다. 하우스오브카드 그리고 "바디스내쳐"는 라디오에 공개되었다. 9월에 와서는 네 번째 싱글 "Reckoner"를 공개했으며 노래 누드와 같이 팬들이 노래를 재구성하여 경쟁과 평가를 할 수 있도록 하였다. 2008년 6월 EMI 레이블은 그레이트 히트(greatest hits) 음반 컨셉의 Radiohead: The Best Of가 공개되었다. 이 음반은 밴드의 의견을 반영하지 못한 곡구성이였으며 EMI 레이블을 떠나 독자적인 레이블로 만든 인레인보우즈의 곡들은 제외되었다. 톰요크는 이런 EMI의 태도에 불만을 가졌다. 2008년 중반부터 이른 2009년까지 라디오헤드는 북미,일본,유럽,멕시코그리고 남미까지 음반을 흥보하기 위해 투어를 시작했다. 2009년 8월엔 리딩 앤 리즈(Reading and Leeds) 축제에서 주요한 공연을 보여줬다.

### The King of Limbs그리고 자연스런 변화 (2009–2012)

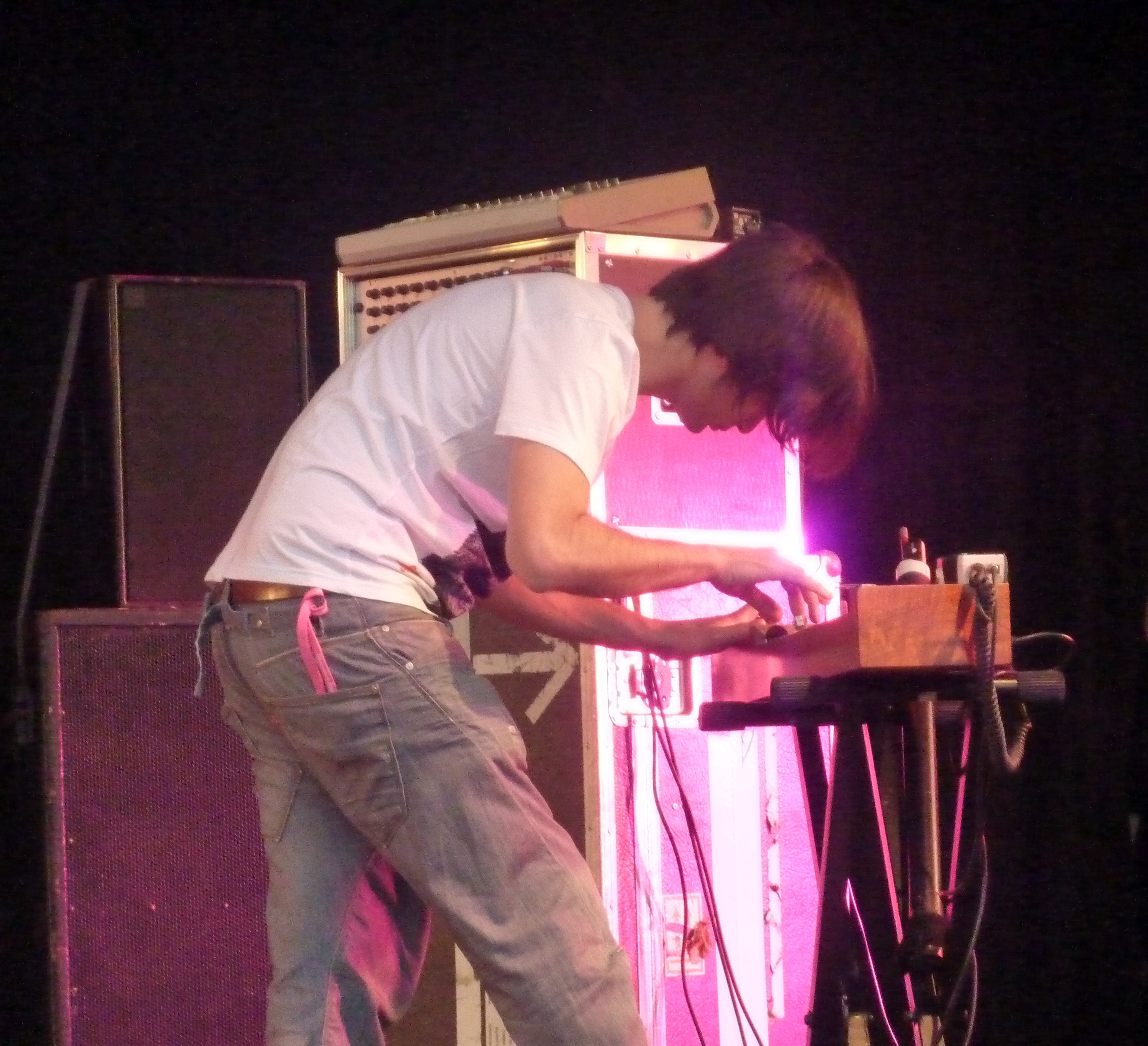
조니 그린우드가 초기 전자악기인 옹드 마르트노를 연주하고있다.

2009년 5월 라디오헤드는 프로듀서 나이젤 고드리치와 함께 새녹음을 시작했다. 8월 라디오헤드는 2개의 싱글을 웹사이트에 공개하는데 한곡은 "These Are My Twisted Words",이며 다른 한곡인 "Harry Patch (In Memory Of)"는 1차대전의 마지막 영국군 생존자 헤리패치의 존경을 표한곡이며 이곡의 수익은 영국군인회(British Legion)에 기부된다. 톰요크는 밴드에게 싱글이나 EP을 공개하는 대신 전통적인 음반 포맷 방식에서 벗어나는걸 제안하였다. 그러나 작업은 2010년까지 지속되었다. 그들은 총 8곡의 곡에 집중하기로 하였다.
2010년 1월 라디오헤드는 국제단체인 옥스팜을 지원하기 위해 로스엔젤레스의 헨리폰다(Henry Fonda)극장의 단독공연을 하였다. 티겟은 경매에 올려졌으며 500,000달러 이상 벌어들였으며 2010년 아이티 지진 구호 기금에 쓰였다. 12월 팬들이 만든 뮤직비디오가 라디오헤드의 지지와 함께 토렌트와 유튜브를 통해서 배포되었으며 옥스팜의 기부가 지불하고싶은 만큼 지불되는 방식(pay-what-you-want)로 진행되었다. 이전 2010년 9월에는 라디오헤드는 사운드보드 과정을 거친 팬 제작의 2009년 프라하 공연 비디오가 배포되었다. Radiohead for Haiti 와 Live in Praha 공연 비디오는 주요 매체에서 밴드가 팬들에게 공개적인 태도와 비상업적인 인터넷 배포로 평가되었다.
2011년 1월 라디오헤드는 8번째의 음반 녹음을 끝내였다. 킹오브림즈는 밸런타인데이날 그리고 2011년 2월 18일날 밴드 웹사이트로 독립된 배포를 통해 공개되었다. 3월에는 CD와 레코드 물리적인 소매품들이 4월에는 스페이셜 뉴스페이퍼 에디션이 따라 판매되었다. 음반판매는 라디오헤드 공식사이트롤 통해 30만에서 40만사이의 카피로 추산되었다. 오프라인으로는 미국 빌보드200에서 6위로 대뷔하며 첫주로 6만 9천 카피를 팔았으며 영국에선 영국음반차트 7위로 데뷔해 첫주 33,469 카피를 팔았다.
극도의 집중적인 녹음작업과 비교적으로 록기반의 인레인보우즈 음반의 비해 다음작인 킹즈오브림즈는 각자의 샘플녹음을 턴테이블로 발전시켜가는 자발적인 녹음과정이 강조되었다. 킹오브림즈는 메타크리틱의 80점인 "전체적으로 긍정적인 평가" 문구와 함께 대부분의 음악평단에서 호의적인 평을 받았다. 54회 그래미상에서는 5가지 항목에 후보로 등록되었는데 최고의 얼터너티브 음악 음반, 베스트 박스드 혹은 최고의 한정판 에디션, 루터스 플라워로 최고의 단편 뮤직비디오와 최고의 록 공연 그리고 최고의 록음악으로 올라왔다. 같은시기에 녹음된 "Supercollider" 와 "The Butcher" 2곡은 킹오브림즈에 수록되지 않았는데 레코드 스토어 데이(Record Store Day)를 통해 2011년 4월 16일날 싱글로 공개되었다. 6월에 라디오헤드는 킹오브림즈 곡들의 리믹스 시리즈를 발표했다. 2011년 9월 지난 리믹스곡들과 다른 편집곡들을 합쳐 TKOL RMX 1234567 음반을 발표했다.
킹오브림즈의 좀더 리드미컬한 라이브 공연을 위해 전 포티스헤드 드러머 클라이브 드리머(Clive Deamer)를 영입하였다. 그는 투어할때와 두 번째 프럼더베이스먼트(From the Basement) 녹음때 동반하였고 2011년 12월날 The King of Limbs: Live from the Basement 공연이 공개되었다. 2011년 6월24일 글래스톤 베리 공연에서 라디오헤드는 깜짝 손님으로 킹오브림스 곡들을 첫 선보였다. 2011년까지 9월까지 뉴욕 로즈랜드 발룸(Roseland Ballroom)에서 밴드는 킹오브림즈 곡위주로 공연을 하였다. 라디오헤드는 코미디쇼인 새터데이 나이트 라이브(Saturday Night Live)의 아메리칸 스케치의 프리미어 공연과 콜베어르포의 한시간특집 에피소드를 포함한 티비출현도 하였다. 라디오헤드는 4년동안 공연횟수를 늘리기로 하면서 투어를 미국 캐나다 맥시코로 시작하였다. 이 투어는 유럽과 일본으로 이어졌으며 14년만에 처음으로 뉴질랜드 그리고 8년만에 호주를 방문했으며 한번도 투어를 하지 않은 대만 그리고 2012년 7월 27일에는 경기도 이천의 지산 밸리 록 페스티벌에 참여하여 3만 5천명의 관객이 모인 가운데 내한 공연을 성황리에 마쳤다.
2012년 6월 16일 토론토의 다운스뷰(Downsview)공원이 라디오헤드의 북미투어일정때문에 한시간 일찍 열고있었다. 무대의 임시적인 지붕이 붕괴되어 드럼 기술자 스콧 존슨(Scott Johnson)이 사망하고 투어 기술자 3명이 부상을 입는 사고가 일어났다. 당시에 라디오헤드 멤버들과 오프닝 공연의 뮤지션인 칼리부(Caribou)도 있지 않았다. 또한 지붕 붕괴로 조명과 다량의 음악기구들도 손상이 있었다. 공연은 취소가 되었으며 유럽투어 날짜도 지연되었다. 그 후 라디오헤드는 일정을 조정해 다음 공연인 7월 프랑스도시 님(Nîmes) 공연에서 목슴을 잃은 존슨과 그들의 공연직원들에게 감사와 애도의 메시지를 전했다.

## 스타일과 작곡
초기의 라디오헤드는 퀸, 핑크 플로이드, 엘비스 코스텔로와 포스트 펑크 장르의 조이 디비전, 매거진, 토킹 헤즈, 수지 앤 더 밴시즈 그리고 특히 80년대의 얼터너티브 록밴드인 R.E.M., 픽시스, 스미스, 소닉 유스에 영향을 받았다. 90년 중반에 들어서 라디오헤드는 힙합으로부터의 작곡방식을 착용해 사용했으며 힙합뮤지션 DJ 세도우의 샘플링방식에 영감을 받았다. 또한 그들은 컴퓨터를 사용해 소리를 만들어내는 것에 관심을 가졌다. 또다른 영향은 영화 음악가 엔니오 모리코네와 재즈음악가 마일스 데이비스가 있었다. 60년대 록밴드에서도 영향을 받았는데 비틀즈와 비치 보이스가 있다. 나아가 걸그룹과 프로듀스 한 필 스펙터의 월오브사운드(wall of sound) 기법에도 영향을 받았다. 조니그린우드는 서양 고전작곡가인 크시슈토프 펜데레츠키의 음악으로 오케이컴퓨터 음반 영감을 주었으며 인용되었다. 키드에이와 엠네시악 음반의 전자음악 요소들은 톰요크가 영감받고 존경하는 글리치(Glitch), 엠비언트(Ambient), IDM(Intelligent dance music)장르 예를 들면 워프레코드(Warp Records)의 음악가들 오데커(Autechre)나 에이펙스 트윈같은 음악가들이였다. 또한 초기단계의 전자음악들을 샘플로 사용되었다. 같은시기 재즈장르의 찰스 밍거스(Charles Mingus), 앨리스 콜트레인(Alice Coltrane), 마일스 데이비스 그리고 노이!(NEU!), 캔같은 70년대 크라우트록장르에 큰 영향을 받았다. 조니그린우드는 펜데레츠키와 올리비에 메시앙같은 20세기 현대음악에 흥미가 많으며 키드에이 이후의 음반에 큰 영향을 받았다. 또한 그는 초기의 전자악기이며 작곡가 메시앙이 유명하게 만든 옹드 마르트노를 연주한다. 라디오헤드는 헤일투더씨프 음반을 작업하는 동안은 다시 기타록을 강조시켰다. 인레인보우즈 음반을 녹음하기전엔 라디오헤드 멤버들은 라이어즈(Liars), 모드셀렉터, 비요크, 스팽크 록(Spank Rock)같은 록, 일렉트로닉, 힙합, 실험음악의 영향을 받았다는걸 언급했다. EMI 레이블을 떠나기 전에는 인터뷰횟수를 줄어들고 2011년에 그들의 블로그인 데드 에어 스페이스(Dead Air Space)에 라디오헤드가 좋아하는 곡들이 주기적으로 올라왔다. 톰요크는 고의적으로 음악스타일을 변화시킬려 하지도 않았으며 "실험적인 음악"을 만들려고 하지도 않았다고 한다. 라디오헤드 멤버들은 지속적으로 음악을 흡수(absorbing)하며 다양한 음악들이 그들의 작업에 영향에 미친다고 설명하였다.
결성이후 곡의 구성은 작곡과 가사 모두 톰요크의 중심으로 이뤄졌지만 톰요크가 가사의 대부분 담당하는 대신에 작곡의 과정에선 인터뷰에선 역할분담으로 협동에 집중한다고 한다. 결과적으론 공식적으로 모든곡은 라디오헤드가 전원 작곡으로 확인할 수 있다. 키드에이와 엠네시악 시절의 라디오헤드는 음악스타일과 작곡방법이 급진적으로 변화했음을 확인할 수 있는데 일반적인 록 음악의 악기 구성에서 벗어나 좀더 전자음악의 구성으로 강조되었으며 라디오헤드는 그들의 음악에 따라 좀더 유연하게 주기적으로 다른 악기들을 다루었다. 키드에이와 엠네시악 곡에는 톰요크는 키보드와 베이스 위주로 조니 그린우드는 기타보다는 좀더 옹드 마르트노를 베이시스트 콜린 그린우드는 샘플링을 하였으며 에드 오브라이언과 셀웨이는 드럼머신과 디지털 악기를 다뤘다. 그리고 그들의 주요악기인 기타와 드럼은 새로운방식으로 조화를 이뤄낼려고 하였다. 2003년 라디오헤드의 변화로 헤일투더씨프 음반 녹음이 지연되었다. 인터뷰의 톰요크는 자신의 권한이 비대칭적으로 강력했다는 것을 인정하였으며 좀더 멤버와의 조화에 만족하였다.

## 라디오헤드와 함께 작업한 사람들

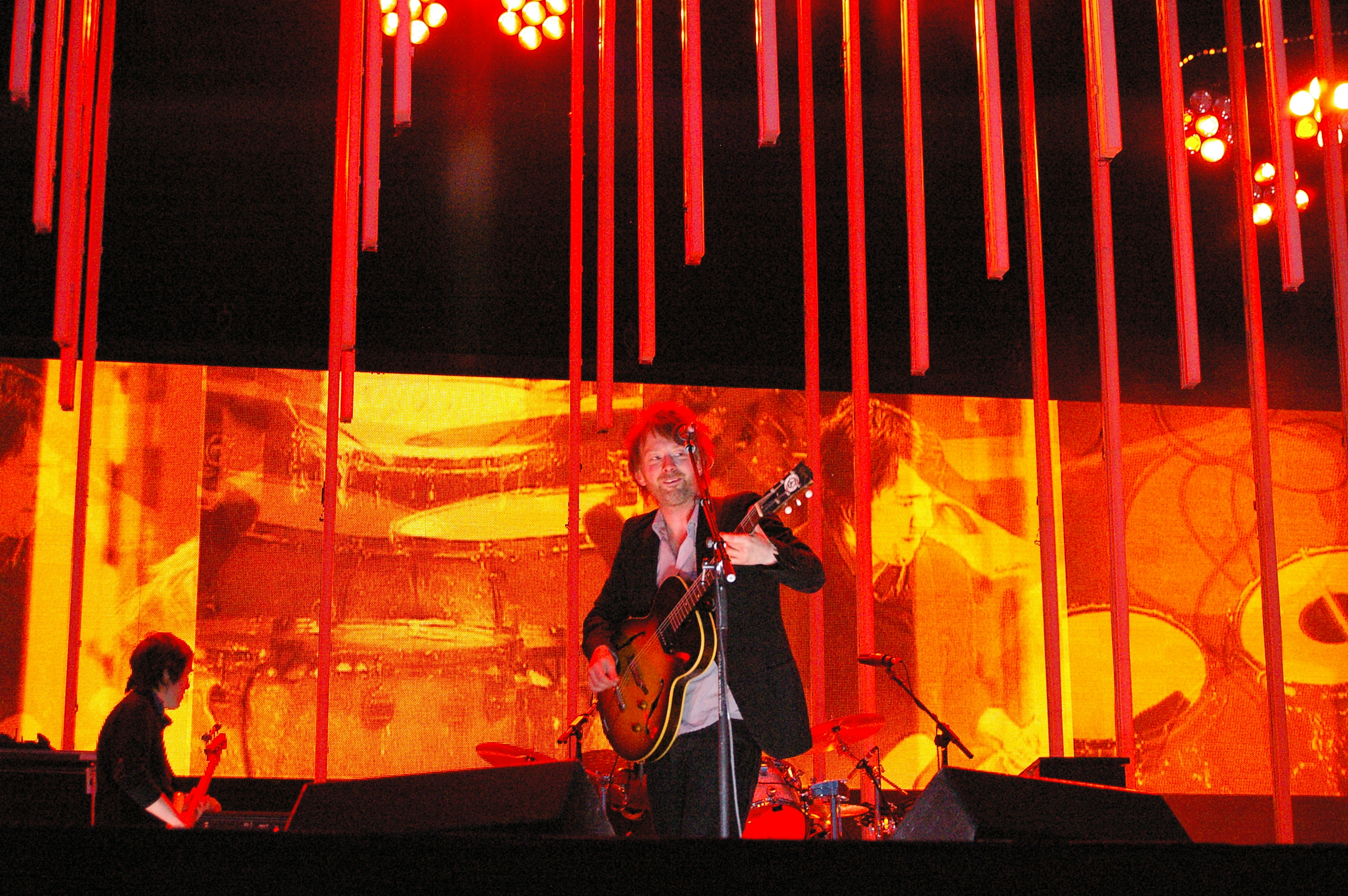
2008년 프랑스에서의 공연

라디오헤드는 초기경력부터 댜양한 사람들과 합작을 하였다. 그중 음반 프로듀서 나이젤고드리치는 라디오헤드의 작품과 오랫동안 같이 작업하였다. 2집 더밴즈에선 오디오 기술자로 참여했으며 오케이컴퓨터 이후로의 음반을 계속 프로듀서로 참여했다. 그는 라디오헤드의 "여섯번째 멤버"로 평가되기도 했는데 그것은 비틀즈의 프로듀서인 조지 마틴의 별명인 다섯 번째 비틀즈의 비유였다. 그래픽 아티스트인 스탠리 돈우드(Stanley Donwood)또한 아주 긴세월동안 라디오헤드와 함께했다. 그는 톰요크와 함께 예술과 학생으로 만났었으며 1994년 이후부터 톰요크와 함께 모든 음반의 표지와 삽화들을 만들어왔다. 2002년 돈우드와 스탠리는 그래미상 스페이설 에디션부분에서 도서관책처럼 디자인된 엠네시악음반 패키지로 수상하였다. 딜리 겐트(Dilly Gent)는 파블로허니 이후로 뮤직비디오를 조절할 권한이 있었다. 그는 각자의 프로젝트를 적절한 감독에게 맞겼다. 앤디 왓슨(Andi Watson)이 조명과 무대 감독이 된이후로 인레인보우 투어에서 탄소중립의 LED 숲이란 공연 시각화를 설계하였다. 라이브 공연의 책임기술자인 피터 클레맨트(Peter Clements) 혹은 플랭크(Plank)는 더 밴즈 이후로 함께 작업해왔다. 그는 라이브 공연과 스튜디오 녹음 둘다 셋업을 감독한다.

## 멤버
- 톰 요크- 리드 보컬,  기타, 피아노, 일렉트로닉 프로그래밍
- 콜린 그린우드- 베이스 기타, 키보드
- 조니 그린우드 - 리드 기타, 피아노, 키보드, 일렉트로닉 프로그래밍
- 에드 오브라이언- 리듬 기타, 백업 보컬
- 필 셀웨이 - 드럼
- 클라이브 디머 드럼, 타악기, 백킹보컬

## 음반 목록
- 《Pablo Honey》 (1993)
- 《The Bends》 (1995)
- 《OK Computer》 (1997)
- 《Kid A》 (2000)
- 《Amnesiac》 (2001)
- 《Hail to the Thief》 (2003)
- 《In Rainbows》 (2007)
- 《The King of Limbs》 (2011)
- 《A Moon Shaped Pool》 (2016)